# Xylophanes rhodochlora
Xylophanes rhodochlora är en fjärilsart som beskrevs av Rothschild och Jordan 1903. Xylophanes rhodochlora ingår i släktet Xylophanes och familjen svärmare. Inga underarter finns listade i Catalogue of Life.